# U.S. Men's Clay Court Championships 2017
U.S. Men's Clay Court Championships 2017, oficiálním názvem se jménem sponzora Fayez Sarofim & Co. U.S. Men's Clay Court Championships, byl tenisový turnaj pořádaný jako součást mužského okruhu ATP World Tour, který se odehrával v areálu River Oaks Country Club na otevřených antukových dvorcích. Konal se mezi 8. až 16. dubnem 2017 v texaském Houstonu jako čtyřicátý devátý ročník turnaje.
Turnaj s rozpočtem 600 345 dolarů patřil do kategorie ATP World Tour 250. Nejvýše nasazeným hráčem ve dvouhře se stal patnáctý hráč světa Jack Sock ze Spojených států. Jako poslední přímý účastník do hlavní singlové soutěže nastoupil 100. argentinský hráč žebříčku Nicolás Kicker.
Druhý singlový titul na okruhu ATP Tour vybojoval Američan Steve Johnson. Čtvrtou společnou trofej ze čtyřhry okruhu si odvezl chilsko-argentinský pár Julio Peralta a Horacio Zeballos.

## Rozdělení bodů a finančních odměn

### Rozdělení bodů
| Soutěž  | vítězové | finalisté | semifinalisté | čtvrtfinalisté | 16 v kole | 32 v kole | Q  | Q3 | Q2 | Q1 |
| ------- | -------- | --------- | ------------- | -------------- | --------- | --------- | -- | -- | -- | -- |
| dvouhra | 250      | 150       | 90            | 45             | 20        | 0         | 12 | 6  | 0  | 0  |
| čtyřhra | 250      | 150       | 90            | 45             | 0         | —         | —  | —  | —  | —  |

### Finanční odměny
| Soutěž                              | vítězové | finalisté | semifinalisté | čtvrtfinalisté | 16 v kole | 32 v kole |
| ----------------------------------- | -------- | --------- | ------------- | -------------- | --------- | --------- |
| dvouhra                             | $95 495  | $50 295   | $27 245       | $15 520        | $9 145    | $5 420    |
| čtyřhra                             | $29 010  | $15 250   | $8 260        | $4 730         | $2 770    | —         |
| částka ve čtyřhře je uvedena na pár |          |           |               |                |           |           |

## Mužská dvouhra

### Nasazení
| Stát                         | Hráč              | ATP | Nasazení |
| ---------------------------- | ----------------- | --- | -------- |
| USA                          | Jack Sock         | 15. | 1.       |
| USA                          | John Isner        | 23. | 2.       |
| USA                          | Sam Querrey       | 25. | 3.       |
| USA                          | Steve Johnson     | 29. | 4.       |
| Španělsko                    | Fernando Verdasco | 31. | 5.       |
| Španělsko                    | Feliciano López   | 36. | 6.       |
| USA                          | Donald Young      | 42. | 7.       |
| Brazílie                     | Thomaz Bellucci   | 67. | 8.       |
| Žebříček ATP k 3. dubnu 2017 |                   |     |          |

### Jiné formy účasti
Následující hráči obdrželi divokou kartu do hlavní soutěže:
- Ernesto Escobedo
- Bjorn Fratangelo
- Reilly Opelka

Následující hráči postoupili z kvalifikace:
- Máximo González
- Leonardo Mayer
- Noah Rubin
- Tennys Sandgren

### Odhlášení
před zahájením turnaje
- Adrian Mannarino → nahradil jej  Nicolás Kicker

### Skrečování
- Noah Rubin (poranění pravého zápěstí)[1]

## Mužská čtyřhra

### Nasazení
| Stát                                                                    | Hráč                 | Stát       | Hráč             | ATP | Nasazení |
| ----------------------------------------------------------------------- | -------------------- | ---------- | ---------------- | --- | -------- |
| USA                                                                     | Bob Bryan            | USA        | Mike Bryan       | 6.  | 1.       |
| Kolumbie                                                                | Juan Sebastián Cabal | Kolumbie   | Robert Farah     | 64. | 2.       |
| USA                                                                     | Brian Baker          | Chorvatsko | Nikola Mektić    | 90. | 3.       |
| Chile                                                                   | Julio Peralta        | Argentina  | Horacio Zeballos | 94. | 4.       |
| Žebříček ATP k 3. dubnu 2017; číslo je součtem umístění obou členů páru |                      |            |                  |     |          |

### Jiné formy účasti
Následující páry obdržely divokou kartu do hlavní soutěže:
- Dustin Brown /  Frances Tiafoe
- Máximo González /  Juan Mónaco

Následující pár nastoupil do čtyřhry z pozice náhradníka:
- Jared Donaldson /  Thiago Monteiro

## Přehled finále

### Mužská dvouhra
- Steve Johnson vs.  Thomaz Bellucci, 6–4, 4–6, 7–6(7–5)

### Mužská čtyřhra
- Julio Peralta /  Horacio Zeballos vs.  Dustin Brown /  Frances Tiafoe, 4–6, 7–5, [10–6]